# Alien (bande originale)
Pour les articles homonymes, voir Alien.
Albums de Jerry Goldsmith
La Grande Attaque du train d'or
(1979) Players
(1979)
Bandes originales de Alien
Aliens: Original Motion Picture Soundtrack
(1986)
La bande originale d'Alien (Alien: Original Motion Picture Score) est composées par Jerry Goldsmith, dirigé par Lionel Newman et interprétée par le National Philharmonic Orchestra. La composition originale se compose de dix morceaux tandis qu'un nouvel album, Alien: Original Motion Picture Score : Complete Edition, sorti en 2007, regroupe 30 morceaux sur un premier disque et 17 sur le second disque de l'album.

## Production

### Analyse musicale complète
La bande originale d'Alien est composée par Jerry Goldsmith. Certains clament qu'il s'agit de sa meilleure composition et sa plus viscérale L'enregistrement est interprété par le National Philharmonic Orchestra sous la direction de Lionel Newman.
Goldsmith avait signé quelques années plus tôt des morceaux possédant quelques similitudes, à l'écriture très contemporaine, parfois atonale, pour des films comme La Planète des singes (Franklin Schaffner, 1968), ou encore Freud, passions secrètes (John Huston), qui sont des musiques parfois très froides, métalliques, atmosphériques, voire atonales (et donc très en marge des partitions hollywoodiennes habituelles pour l'époque).
À l'origine, Ridley Scott désire Isao Tomita pour réaliser la musique du film mais la 20th Century Fox décide d'opter pour un pour un compositeur plus familier et le nom de Goldsmith  apparaît sur les recommandations par le président de l’époque de la Fox, Alan Ladd Jr.
Le score s'articule autour de deux axes majeurs : d'une part l'évocation d'un vide spatial quasi romantique, à travers un thème principal majestueux au contour mélodique ample et robuste, qui peut faire penser  à une autre partition de Jerry Goldsmith écrite à la même époque, Star Trek, le film (Star Trek The Motion Picture), autre film de science-fiction, beaucoup moins sombre, puis un second axe nettement plus sombre et froid, chargé de sentiments aussi divers que l'angoisse, la terreur, le doute, l'isolement, la claustrophobie, l'égarement, des passagers pris dans un piège infernal dont ils ne peuvent échapper.
Mais l'atout majeur de la partition d'Alien réside avant tout dans l'illustration sonore que nous propose le compositeur à l'écran, une illustration qui passe par une utilisation d'instruments rares et divers révélant un véritable travail de musicologue de la part du compositeur. Parmi cette liste d'instruments exotiques atypiques pour un film hollywoodien de la fin des années 1970 se trouvent le serpent, un cor à six trous doté d'un système de clés et d'une embouchure en ivoire ou en corne, très utilisé dans la musique religieuse de la fin du 16e et du début du 17e, deux conques - une indienne et l'autre polynésienne - utilisées pour obtenir des sons particuliers, une chalemie (instrument à vent à anche double de la famille des hautbois, très répandu au Moyen-Âge et à la Renaissance), un didgeridoo (instrument à vent utilisé par les aborigènes du nord de l'Australie, fabriqué à partir d'une branche d'eucalyptus creusée naturellement dans toute sa longueur par des termites, et que Goldsmith traite ici électroniquement pour obtenir un son étrange plutôt baveux et visqueux, totalement indissociable de l'alien dans le film, sans oublier les effets d'echoplex que le compositeur avait déjà expérimenté en 1968 sur La Planète des singes et en 1970 sur Patton avec ses fameux échos de trompette.
Pour la scène d'ouverture du film, Goldsmith opte pour une mélodie mélangeant un sentiment de romantisme et de mystère lyrique, ce qui créerait une atmosphère de suspense et de peur tout au long du film. Dans un premier temps, Scott n'adhère pas au titre principal de la composition de Goldsmith, ce dernier le réécrit comme "la chose évidente : bizarre et étrange, et que tout le monde aimait.", Une autre source de tension est le choix de l’éditeur Terry Rawlings d’utiliser des morceaux de musique de Goldsmith provenant de ses films précédents, y compris un morceau de Freud, passions secrètes, et d’utiliser un extrait de la Symphonie no 2 de Howard Hanson (Romantique) pour le générique de fin,,,.
Scott et Rawlings s'attachent également à plusieurs repères musicaux qu’ils avaient utilisés pour la partition temporaire pendant le montage du film. Ils rééditent quelques repères de Goldsmith et réécrivent plusieurs séquences pour correspondre à ces repères et même laissé la partition temporaire en place dans certaines parties du montage final du film. Goldsmith avoue plus tard : « c'était un peu comme ci j'étais allez à l'autre extrémité du pôle avec les cinéastes ». Malgré la situation, Scott admet que les morceaux composés par Goldsmith sont en somme dotés de « beaucoup de beauté sombres » et « sérieusement menaçants mais beau ».
Le compositeur utilise ce qu'il a lui-même baptisé le « alien effect », une imitation d'un son de vent réverbéré crée à partir du souffle d'une conque géante sur laquelle Goldsmith rajoute de l'echoplex, un effet sonore impressionnant et totalement indissociable de la partition du film de Ridley Scott (on le retrouve par exemple lors de la séquence sur la planète des aliens). Jerry Goldsmith, toujours à la pointe du progrès, utilise la technologie audio de l'époque (nous sommes alors en 1979) pour créer des effets d'écho sur des sons des instruments de l'orchestre (cordes, percussions, vents et conque), le tout retranscrivant à merveille à l'écran la sensation du vide spatial absolu, l'idée de l'errance dans un univers inconnu, à des années-lumière de la terre. À noter qu'en dehors du travail d'echoplex, Jerry Goldsmith a restreint au maximum l'utilisation des synthétiseurs dans sa partition, hormis une seule et unique touche d'électronique sur la tenue de cordes au début du morceau The Terrain. Pour le reste, la nomenclature orchestrale se présente à peu près de la façon suivante : 3 flûtes incluant un piccolo, 3 hautbois incluant un cor anglais, 3 clarinettes dont une clarinette basse, 3 bassons incluant un contrebasson, des saxophones (alto, ténor et baryton), 6 cors, 3 trompettes, 3 trombones, 2 tubas, un groupe de percussions (timbales, tambours, glockenspiel, vibraphone, steel drums, marimba, cloches, wood-blocks, tam tam, gong japonais, etc.), une machine à vent (entendue dans le morceau lors de l'apparition intégrale du titre dans Main Title version film[pas clair] et dans Nothing To Say), une harpe, un piano (incluant un piano électrique), 24 violons, 10 altos, 8 violoncelles et 4 contrebasses. À noter qu'à l'origine, Goldsmith avait prévu d'inclure des voix dans sa partition, la partie chorale ayant finalement été abandonnée lors de l'enregistrement du score (il resterait néanmoins une trace de ces parties vocales sur le manuscrit d'origine d'Alien). Nous pouvons constater que Goldsmith a malgré tout conservé l'utilisation d'une voix pour un morceau en particulier, Hanging On, où on entend clairement une femme siffler en glissando ascendant et descendant à partir de 0:19, rappelant une fois encore la grande inventivité du compositeur.

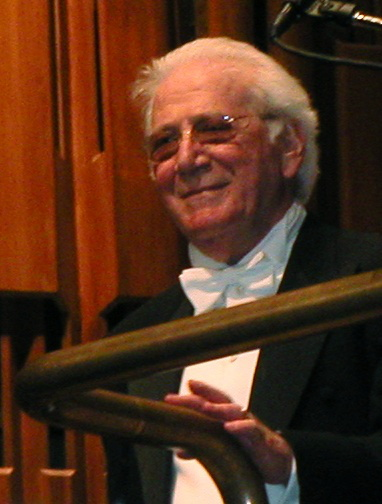
Jerry Goldsmith, compositeur dAlien.

D'un point de vue harmonique, le score oscille entre l'atonal pur et dur (parfois proche par moments de la musique sérielle de la première moitié du 20e siècle, celle de Arnold Schönberg ou de Pierre Boulez, et de la musique bruitiste et aléatoire de la fin des années 1950) et le tonal aux contours chromatiques pour les passages plus orchestraux et majestueux. Impossible de ne pas évoquer la fameuse histoire entourant la création chaotique du score d'Alien. À l'origine, le film avait été monté avec un « temp-track » (une bande son provisoire) contenant quelques bouts de musique classique (dont un extrait du premier mouvement de la Symphonie no 2 Romantique du compositeur américain Howard Hanson dans le générique de fin du film) et des extraits de la musique de Jerry Goldsmith pour le film Freud, passions secrètes. S'étant visiblement attaché du « temp-track » monté par Terry Rawlings, Ridley Scott décide d'acheter les droits de la musique de Freud et de conserver finalement ces extraits musicaux qui collaient à merveille avec les scènes qu'elles accompagnaient (cela concerne donc la séquence du capitaine Dallas dans le conduit de ventilation, la scène de l'acide trouant la coque du vaisseau et la scène où Ripley, sur le point de s'enfuir dans la navette de secours, part à la recherche de son chat - ajoutons aussi que la scène de Hypersleep avait été montée à l'origine avec la berceuse de Thirsty Girl issue de la bande originale de Freud, passions secrètes mais qui a été remplacée dans le film par la musique originale de Goldsmith).
Le réalisateur demande à Jerry Goldsmith de réécrire et de remanier de nombreux passages du score qu'il ne juge pas satisfaisant sur les images. Ainsi le générique de début original a été remplacé par une nouvelle version entendue dans le film, adaptée du morceau The Passage qui avait apparemment fait forte impression auprès de Ridley Scott, et le générique de fin a été rejeté pour se voir remplacé par la Symphonie d'Hanson. À l'intérieur du film, des segments entiers ont été recomposés, réarrangés ou montés dans un ordre différent de celui prévu à l'origine. Jerry Goldsmith gardera toute sa vie une certaine rancœur tenace au sujet de cette partition, qu'il fit lui même réenregistrer à la fin des années 1980 avec une sélection de ses morceaux originaux pour la galette éditée par Silva et aujourd'hui épuisée. Le CD publié par Silva est largement incomplet et omet une large section de la musique alternée telle qu'elle est entendue dans le film, l'album collant davantage aux desideratas du compositeur plutôt qu'à l'ambiance musicale réelle telle qu'elle est entendue dans le film. Il faut finalement attendre la ressortie de l'album 2CD de chez Intrada pour pouvoir finalement pouvoir écouter le score dans sa version intégrale, incluant ainsi le l'original complet et l'ensemble du score alterné tel qu'on peut l'entendre dans le film.
La partition tourne autour d'une poignée de thèmes forts, dont certains ne trouvent leur développement que dans les morceaux rejetés, mais tous réunis sur l'album d'Intrada. Ainsi, le thème principal, joué par une trompette solitaire et majestueuse dans le Main Title rejeté, évoque l'immensité de l'espace d'un point de vue quasi romantique. À l'origine, Jerry Goldsmith voyait dans l'évocation de l'espace une étendue infinie porteuse de rêve et de mystère, et non un danger où règnent la terreur et l'angoisse. C'est pourtant la vision que souhaite Ridley Scott, qui demande alors à Goldsmith de réécrire le thème à partir d'un autre motif majeur de la partition d'Alien : le motif de la planète des créatures. Composé à l'origine pour The Passage, ce thème utilise un duo de flûtes sur des intervalles creux - septième majeure, quarte, septième avec triton, etc. Ainsi donc, Goldsmith ouvre le film sur des effets de gargouillis de cordes divers accompagnés par l'inévitable « alien effect » et ces deux flûtes traitées en échoplex. Autre motif présent dans la partition, un balancement de deux notes de flûtes que l'on entend pour certaines séquences à bord du Nostromo, qu'il s'agisse du Main Title, de Hypersleep ou de Drop Out. Ce motif mystérieux et intrigant évoque l'idée de la suspension du temps terrestre dans l'espace, et peut faire penser au balancement d'une pendule. Ici aussi, on nage en terrain impressionniste, avec des couleurs harmoniques qui rappellent Claude Debussy ou Maurice Ravel. Troisième motif, souvent associé à celui du balancement des flûtes, un motif de 5 notes constitué d'un enchaînement de deux accords répétés sur un mode de sol, l'allusion à la musique modale renvoyant ici aussi aux couleurs impressionnistes de la musique française du début du XXe siècle. Hypersleep et le Main Title original développent pleinement ce motif, prenant une tournure quasi romantique dans Hypersleep, lorsque les membres du Nostromo se réveillent lentement de leur sommeil cryogénique, un sentiment d'éveil largement suggéré ici aussi par la musique de Goldsmith avec un rare passage totalement tonal et lui aussi très impressionniste d'esprit. Enfin, on trouve un motif de 2 notes surnommé dans le livret du CD « whole-tone repetitions » pour son côté entêtant et sa répétition d'un ton. Ce motif, majoritairement absent du film, évoque la présence de l'alien et devait être bien plus utilisé dans la musique du film mais une bonne partie des morceaux incluant ce motif n'ont pas été retenus dans le film et ne trouve donc leur place que sur l'album d'Intrada. On le retrouve néanmoins dans des morceaux de suspense comme The Shaft (scène où Dallas explore le conduit de ventilation à la recherche de l'alien, morceau remplacé dans le film par une section particulièrement noire et intense de la musique originale de Freud, passions secrètes), The Craft, The Eggs ou The Cupboard, sans oublier son apparition initiale dans le mystérieux The Terrain. À noter que The Shaft est un bien bel exemple de musique à suspense intelligente, jouant sur des effets de silence avec une habileté rare. Goldsmith est l'un des rares compositeurs hollywoodiens à avoir compris que la peur en musique ne vient pas toujours d'une surenchère instrumentale mais peut aussi parfois naître du silence.
Parmi les morceaux anthologiques de la partition de Alien, le très romantique End Title (non utilisé dans le film), un grand classique des concerts de Goldsmith, le Main Title dans la version finale du film, le duo The Passage/The Skeleton et des flûtes en échoplex avec des sonorités avant-gardistes de cordes pour la séquence sur la planète des aliens, des morceaux de terreur pure d'une violence et d'une virtuosité rare : Here Kitty et son mélange de sons organiques (dont l'utilisation détournée du didjeridoo auquel Goldsmith ajoute un traitement électronique afin de le rendre difforme), Sleepy Alien et ses rythmes martelés ou bien encore Parker's Death pour la scène de la mort de Lambert et Parker, autre grand moment de terreur pure dans lequel Goldsmith démontre son savoir-faire et son inventivité à toute épreuve. Nous pouvons aussi trouver It's A Droid, morceau partiellement absent du film et pourtant véritable tour de force orchestral, inspiré des grands maîtres de la musique atonale avant-gardiste du 20e siècle. It's A Droid devait ainsi accompagner à l'origine la scène où Ripley affronte Ash, ce dernier révélant alors sa vraie nature de Droïd. Le morceau passe en revue la plupart des effets instrumentaux avant-gardistes chers à des compositeurs comme Krzysztof Penderecki ou György Ligeti : clusters, vibratos au quart de ton, glissandi, jeux d'harmonique sur les cordes, jeu sur la note la plus aiguë de l'instrument, effets aléatoires, effets de « col legno » de cordes, etc. La chalémie et le serpent sont même brièvement présents afin de renforcer la menace d'un Ash devenu fou furieux. D'une complexité ahurissante, It's A Droid présente son lot de changements de mesure, d'orchestrations complexes, de superpositions rythmiques sophistiquées semblables à Igor Stravinsky, un morceau d'une virtuosité totale, exécutée d'une main de maître par les musiciens du National Philharmonic Orchestra (à noter que la scène utilise à peine quelques secondes du morceau pour la séquence où la tête d'Ash est arrachée). Autre grand moment de la partition d'Alien : The Landing, morceau grandiose et impressionniste développant pleinement le thème principal pour la séquence de l'atterrissage sur la planète des aliens. The Landing utilise des harmonies complexes, sophistiquées mais encore assez tonales afin d'illustrer la scène de l'atterrissage dans un mélange intrigant de majestuosité et de mystère (on pense ici à certaines mesures de La Mer de Claude Debussy ou même au Le Sacre du printemps de Stravinsky). Certains morceaux, plus mystérieux et nuancés, révèlent tout le génie et l'incroyable inventivité du travail de recherche sonore effectué par le compositeur sur la musique du film : des morceaux comme The Lab, The Terrain, Here Kitty (avec ses vagues de flûtes ondulantes reprises du sombre Cat Nip), The Cupboard ou bien encore l'impressionnant Hanging On n'hésitent pas à mettre en avant de véritables trouvailles sonores/instrumentales retranscrivant à l'écran la présence d'une menace organique, d'une façon quasi inédite pour une musique de film. Finalement, le score d'Alien est une démonstration incroyable de toute l'étendue du savoir-faire de Jerry Goldmsith, un score à double facette, à la fois romantique et impressionniste (Main Title original, Hypersleep, End Title ou To Sleep) puis avant-gardiste, violent et atonal (It's A Droid, Sleepy Alien, Parker's Death, The Cupboard). La partition de Goldsmith dégage un très fort sentiment de mystère, de menace et d'angoisse dans le film, avec une intensité rarement égalée au cinéma, et ce malgré le peu de musique utilisée finalement dans Alien.

## Fiche technique
- Musiques : Jerry Goldsmith[7]
- Production : Jerry Goldsmith[7]
- Directeur d'orchestre : Arthur Morton[7]
- Ingénieur du son : Eric Tomlinson[7]
- Mastering : SR/2[7]
- Orchestre : National Philharmonic Orchestra[7]

## Liste des titres
Toute la musique est composée par Jerry Goldsmith.
| :Alien: Original Motion Picture Score | :Alien: Original Motion Picture Score | :Alien: Original Motion Picture Score | :Alien: Original Motion Picture Score | :Alien: Original Motion Picture Score | :Alien: Original Motion Picture Score | :Alien: Original Motion Picture Score | :Alien: Original Motion Picture Score | :Alien: Original Motion Picture Score | :Alien: Original Motion Picture Score |
| No                                    | Titre                                 | Interprètes                           | Durée                                 |                                       |                                       |                                       |                                       |                                       |                                       |
| ------------------------------------- | ------------------------------------- | ------------------------------------- | ------------------------------------- | ------------------------------------- | ------------------------------------- | ------------------------------------- | ------------------------------------- | ------------------------------------- | ------------------------------------- |
| 1.                                    | Main Title                            |                                       | 3:30                                  |                                       |                                       |                                       |                                       |                                       |                                       |
| 2.                                    | The Face Hugger                       |                                       | 2:32                                  |                                       |                                       |                                       |                                       |                                       |                                       |
| 3.                                    | Breakaway                             |                                       | 7:34                                  |                                       |                                       |                                       |                                       |                                       |                                       |
| 4.                                    | Acid Test                             |                                       | 4:35                                  |                                       |                                       |                                       |                                       |                                       |                                       |
| 5.                                    | The Landing                           |                                       | 4:29                                  |                                       |                                       |                                       |                                       |                                       |                                       |
| 6.                                    | The Droid                             |                                       | 4:40                                  |                                       |                                       |                                       |                                       |                                       |                                       |
| 7.                                    | The Recovery                          |                                       | 2:44                                  |                                       |                                       |                                       |                                       |                                       |                                       |
| 8.                                    | The Alien Planet                      |                                       | 2:28                                  |                                       |                                       |                                       |                                       |                                       |                                       |
| 9.                                    | The Shaft                             |                                       | 3:57                                  |                                       |                                       |                                       |                                       |                                       |                                       |
| 10.                                   | End Title                             |                                       | 3:02                                  |                                       |                                       |                                       |                                       |                                       |                                       |
| 33:37                                 |                                       |                                       |                                       |                                       |                                       |                                       |                                       |                                       |                                       |

## Distinctions

### Récompenses
- 2008 : International Film Music Critics Association du meilleur compositeur pour Jerry Goldsmith.

### Nominations
- 1980 : Golden Globe de la meilleure musique de film pour Jerry Goldsmith.
- 1980 : Grammy Award de la meilleure bande originale pour un média visuel pour Jerry Goldsmith.
- 1980 : British Academy Film Award de la meilleure musique de film pour Jerry Goldsmith.